# مقاطعة تارغوفيشته
مقاطعة ترغوويشته (بالبلغارية: Област Търговище)‏ هي إحدى مقاطعات بلغاريا تقع في شمال شرق بلغاريا. يُقدر عدد سكانها بـ 120,818 نسمة ومساحتها 2,558.5 كم2.

## الموقع
موقع المقاطعة بين مقاطعات بلغاريا: